# Cessna Citation Mustang
Cessna Citation Mustang, Model 510, là một "máy bay phản lực siêu nhẹ" (VLJ) thuộc lớp máy bay phản lực thương mại sản xuất bởi Công ty Máy bay Cessna tại nhà máy ở Independence, Kansas. Đặc tính tiêu chuẩn của Mustang bao gồm bốn ghế hành khách trong cabin đuôi tàu, toilet và chỗ ngồi cho hai phi công trong khoang lái. Giống như phần lớn các máy bay phản lực siêu nhẹ, Mustang được chấp thuận khả năng để cho một phi công điều khiển.

## Phát triển
Model 510 Mustang có chuyến bay đầu tiên vào 18 tháng 4 năm 2005. Máy bay này được nhận văn bằng chứng nhận kiểu do Cơ quan Quản lý bay Liên bang (FAA) cấp vào ngày 8 tháng 9 năm 2006. Cessna cũng nhận được chứng nhận từ FAA cho khả năng bay trong điều kiện giá lạnh vào ngày 9 tháng 11 năm 2006. Công ty Cessna phân phối chiếc máy bay đầu tiên ngày 23 tháng 11 năm 2006, cùng ngày với thời điểm máy bay được nhận các chứng nhận cần thiết từ FAA.
Công ty phân phối Dave and Dawn Goode of GOODE Ski Technologies nhận được chiếc Cessna Mustang đầu tiên vào ngày 23 tháng 4 năm 2007.

## Thiết kế
Mustang là máy bay có cánh đặt thấp dưới thân với ba bánh xe hạ cánh có thể thu vào và hai động cơ phản lực cánh quạt PW615F của công ty Pratt & Whitney Canada, đặt ở phía thân sau máy bay. Khung máy bay được làm chủ yếu từ hợp kim nhôm, với cánh có ba xà dọc. Một cửa chính nằm phía bên trái máy bay với một cửa thoát hiểm phụ ở phần giữa bên phải thân máy bay.
Động cơ lái bao gồm Garmin G100 PFD và một trung tâm MFD, để di chuyển bản đồ, thời tiết, giao thông và các chức năng khác.
Tại 2010 AOPA Avation Summit, Cessna đã thông báo họ có phiên bản động turbine của mustang đang sản xuất. Điều này được cho là để cạnh tranh với máy bay Piper Malibu của hãng Meridian.

## Đặc điểm kỹ thuật
Dữ liệu được lấy từ công ty Cessna Aircraft Company
Đặc tính chung
- Phi đội: một hay hai phi công
- Sức chứa: từ 4 dến 5 hành khách
- Chiều dài: 40'7" (12.37 m)
- Sải cánh: 43'2" (13.16 m)
- Chiều cao: 13'5" (4.09 m)
- Trọng lượng rỗng: 5560 lb (2522 kg)
- Tải trọng: 8730 lb (3960 kg)
- Trọng lượng hữu ích: 3170 lb (1442 kg)
- Trọng lượng cất cánh tối đa: 8645 lb (3930 kg)
- Động cơ: 2× Pratt & Whitney Canada PW615F turbofan, 1460 lb (6.49 kN)

Đặc tính thao diễn
- Tốc độ tối đa: Mach 0,63
- Tốc độ bay đường dài: 340 ktas (630 km/h)
- Tầm bay: 1167 nmi (với trọng lượng cất cánh tối đa) (2161 km)
- Trần bay: 41000 ft (12500 m)
- Tốc độ lên: 3010 fpm (917 mpm)
- Sức đẩy/khối lượng: 0.337 (với trọng lượng cất cánh tối đa)
- Quãng đường cất cánh: 3,110 ft (948 m)
- Quãng đường hạ cánh: 2,380 ft (729 m)

Avionics
- Garmin G1000

## Sử dụng
Máy bay loại này được sử dụng bởi các cá nhân, công ty và các nhà cho thuê. Một số công ty còn sử dụng máy bay như là một phần của sở hữu chung.

### Máy bay tương tự
- Adam A700
- Eclipse 500
- Embraer Phenom 100
- PiperJet